# Пола Негри
Барба̀ра Апольо̀ния Халу̀пец (на полски: Barbara Apolonia Chałupiec/Chalupec), с артистичен псевдоним Пола Негри (на английски: Pola Negri), е полска театрална и филмова актриса, секс-символ и световна кинозвезда от ерата на нямото кино. Има любовни връзки с Чарли Чаплин и Рудолф Валентино. Има звезда на Алеята на славата.

## Биография
Родена е на 3 януари 1897 г. в град Липно, Източна Полша, в заможно семейство.
Завършва Имперската академия за драматично изкуство във Варшава и на 17-годишна възраст става известна на театрална сцена. През 1914 г. дебютира в киното, снимайки се в руския филм „Робиня на страстта, робиня на порока“. Първата световна война и последвалата революция не пречат на кинокариерата ѝ. Известно време участва във филми в Германия (1917 г.). През 1918 г. тя се озовава в Украйна, за да се снима във филма „Сурогати на любовта“ на режисьора Виктор Турянски. През 1922 г. получава покана от Холивуд, където години наред прави успешна кариера на екрана.
В началото на 1930-те години Негри се връща в Германия, където веднага се превръща в любима актриса на Хитлер. През 1941 г., по време на Втората световна война, Пола отново заминава за САЩ. Живее в охолство чак до смъртта си на 1 август 1987 г. Умира на 90-годишна възраст от пневмония и тумор на мозъка.